# Alexander Fiévez

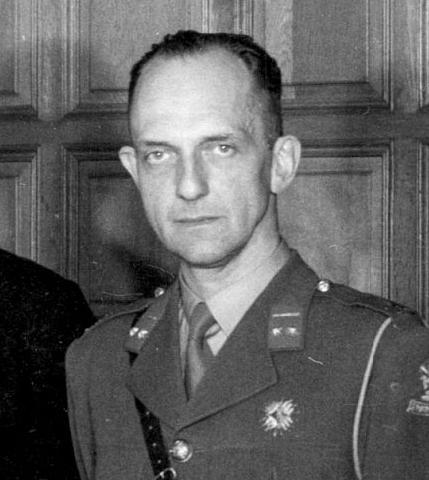
Alexander Fiévez (1946)

Alexander Helenus Johannes Leopoldus Fiévez (* 22. Juni 1902 in Zutphen, Provinz Gelderland; † 30. April 1949 in Den Haag) war ein niederländischer Offizier des Heeres (Koninklijke Landmacht) und Politiker der Katholischen Volkspartei KVP (Katholieke Volkspartij), der unter anderem zwischen 1946 und 1948 Kriegsminister und zeitweise kommissarischer Marineminister im ersten Kabinett Beel sowie von 1948 bis 1949 Mitglied der Zweiten Kammer der Generalstaaten (Tweede Kamer der Staten-Generaal) war. Er war von August 1948 bis zu seinem Tode im April 1949 auch stellvertretender Vorsitzender der KVP.

## Leben

### Offizier, Zweiter Weltkrieg, Kriegs- und Marineminister

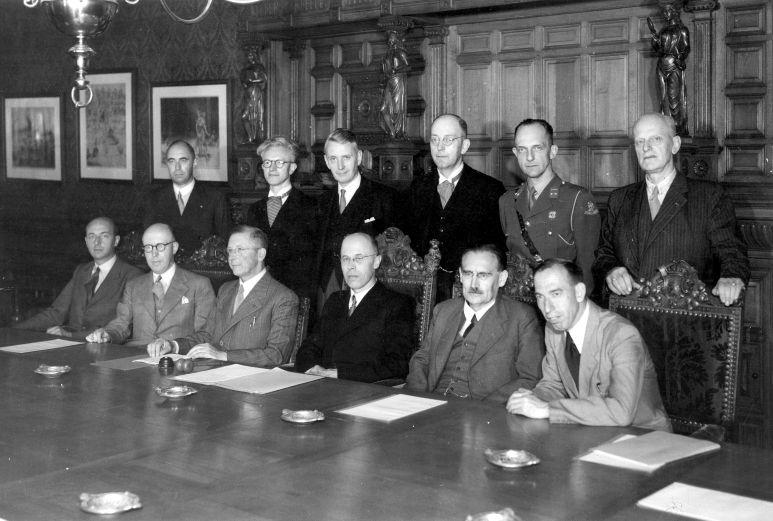
Fiévez (stehend, 2. v.r.) mit den anderem Mitgliedern des ersten Kabinett Beel (Juli 1946).

Alexander Helenus Johannes Leopoldus Fiévez absolvierte nach dem Schulbesuch eine Offiziersausbildung und fand zahlreiche Verwendungen als Offizier des Heeres (Koninklijke Landmacht). Er engagierte sich daneben zwischen 1935 und 1940 als Mitglied im Hauptvorstand der Römisch-Katholischen Offiziersvereinigung AKRO (Algemeene Roomsch-Katholieke Officierenvereeniging) und war Offizier im Mitarbeiterverteilungsdienst (Distributiedienst). Während des Zweiten Weltkrieges war er in den Maitagen 1940 an der Verteidigung der Grebbe-Linie im Vorfeld der sogenannten Holländischen Wasserlinie beteiligt. Im Mai 1943 geriet er in deutsche Kriegsgefangenschaft und befand sich in Nürnberg, von 1943 bis Januar 1944 in Stanislau sowie zuletzt zwischen Januar 1944 und Mai 1945 in Neubrandenburg in Kriegsgefangenenlagern. Dort war er Leiter des Geheimen Nachrichtendienstes (Funk) der Kriegsgefangenenoffiziere. Noch während der Kriegsgefangenschaft wurde er im Februar 1945 wieder Mitglied im Hauptvorstand der Römisch-Katholischen Offiziersvereinigung AKRO und gehörte diesem bis zu seinem Tode 1949 an.
Nach Kriegsende und seiner Befreiung war Fiévez zwischen 1945 und dem 2. Juli 1946 Chef des Organisationsbüros im Militärkabinett des Kriegsministers Jo Meynen und führte von Mai 1946 bis zum 7. August 1948 den vorübergehenden Dienstgrad eines Oberstleutnant des Generalstabs (Luitenant-kolonel der Generale Staf). Er trat im Juli 1946 der Katholischen Volkspartei KVP (Katholieke Volkspartij) als Mitglied bei. Am 3. Juli 1946 wurde er als Kriegsminister (Minister van Oorlog) in das erste Kabinett Beel und bekleidete dieses Ministeramt bis zum Ende der Amtszeit des Kabinetts am 7. August 1948. Zugleich wurde er am 3. Juli 1946 kommissarischer Marineminister (Minister van Marine ad interim) und bekleidete dieses Amt bis zum 7. August 1946, woraufhin Jules Schagen van Leeuwen ihn ablöste. Als Nachfolger von Jules Schagen van Leeuwen übernahm er am 25. November 1947 erneut kommissarisch das Amt als Marineminister und bekleidete dieses Ministeramt ebenfalls bis zum Ende der Amtszeit des ersten Kabinetts Beel am 7. August 1948.
Alexander Fiévez verurteilte 1946 die Offenlegung eines Gesprächs durch Stabschef H.J. Locken, das er und der Befehlshaber der Marine (Bevelhebber der Zeestrijdkrachten), Vizeadmiral Conrad Helfrich, mit Königin Wilhelmina führten, um ihre Besorgnis über die Situation in Niederländisch-Ostindien auszudrücken. Als Minister war er für den Wiederaufbau der niederländischen Armee sowie für den Einsatz von Wehrpflichtigen nach Niederländisch-Indien verantwortlich. Im Dezember 1946 zählte die Armee fast 120.000 Mann, von denen 47.000 im Einsatz waren. 1947 wurde ein Gesetz verabschiedet, das es erlaubte, Wehrpflichtige auf Zeit ohne ihre Erlaubnis nach Niederländisch-Ostindien versetzt werden konnten. 1948 erfolgte eine Generalrevision des Wehrpflichtgesetzes (Dienstplichtwet), die den Aufbau eines größeren stehenden Heeres ermöglichen sollte. Die Wehrpflicht dauerte vom achtzehnten bis zum fünfundzwanzigsten Jahr. Ein Jahreskontingent wurde nicht mehr festgelegt, wobei im Prinzip jeder eingezogen wurde. Die Dauer der ersten Übung betrug je nach Dienstgrad und Einheit 12 bis 24 Monate. Bei den Seestreitkräften betrug diese Dauer 21 bis 24 Monate. Auf der Grundlage des Drei-Brüder-Systems (Drie-broederstelsel) wurde die Befreiung vom Militärdienst ab dem vierten Bruder gewährt.

### Mitglied der Zweiten Kammer und stellvertretender KVP-Vorsitzender

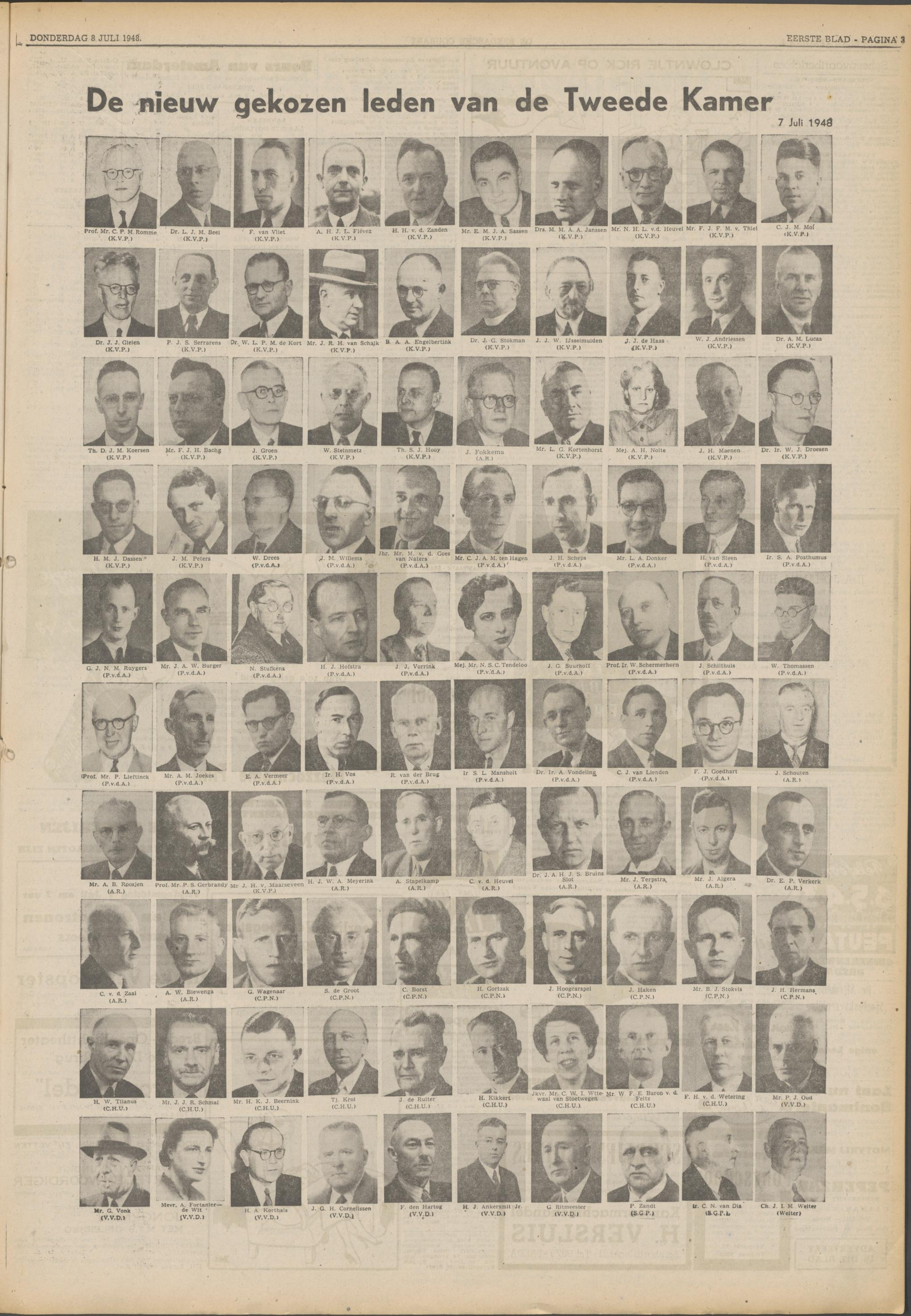
Fiévez (1. Reihe, 4.v.l.) mit den 1948 gewählten Mitgliedern der Zweiten Kammer der Generalstaaten.

Am 27. Juli 1948 wurde Fiévez für die KVP Mitglied der Zweiten Kammer der Generalstaaten (Tweede Kamer der Staten-Generaal), des Unterhauses des Parlaments der Niederlande (Generalstaaten), und gehörte dieser bis zu seinem Tode am 30. April 1949 an.
Während seiner Parlamentszugehörigkeit war er von Juli 1948 bis zu seinem Tode am 30. April 1949 Mitglied des parlamentarischen Untersuchungsausschusses für die Regierungspolitik während der deutschen Besatzung der Niederlande zwischen 1940 und 1945. Zugleich fungierte er als verteidigungspolitischer Sprecher der KVP-Fraktion, beteiligte sich als solcher allerdings nicht an Debatten zur Militärpolitik.
Am 7. August 1948 erhielt er eine Ehrenentlassung aus dem Militärdienst im Rang eines Oberst des Generalstabes (Kolonel der Generale Staf). Er war von August 1948 bis zu seinem Tode im April 1949 auch stellvertretender Vorsitzender der KVP. Im September 1948 wurde er Mitglied des aus Vertretern der Ersten sowie der Zweiten Kammer der Generalstaaten bestehenden sogenannten „Neunerausschusses“ (‚Commissie van Negen‘), ein Vorbereitungsausschuss für die Vorschläge für eine Verfassungsreform von Niederländisch-Indien und den Entwurf des Unionsvertrags, und gehörte diesem ebenfalls bis zu seinem Tode an. 1948 wurde er zum Bürgermeister von Utrecht ernannt, konnte dieses Amt aber nicht mehr antreten und war bereits seit Januar 1949 krankheitsbedingt von allen seinen Ämtern abwesend.